# Padres de San Diego (PCL)
Les Padres de San Diego (en anglais : San Diego Padres) sont une ancienne franchise américaine de ligue mineure de baseball qui opéra en Pacific Coast League de 1936 à 1968 en remportant cinq fois le titre.
Poussée au retrait par la dépression et l'absence de public sur les terres des Los Angeles Angels, la franchise des Hollywood Stars s'installe en 1936 à San Diego et devient les San Diego Padres.
Les Padres évoluent à domicile au Lane Field (8000 places) de 1936 à 1958 puis à Westgate Park (8200 places) de 1958 à 1968.
Les Padres stoppèrent leurs activités à l'arrivée d'une franchise d'expansion de la MLB à San Diego. En hommage, la nouvelle franchise prend le nom de San Diego Padres.

## Palmarès
- Champion de la Pacific Coast League (AAA) : 1937, 1954, 1962, 1964, 1967